# Eurovision Young Musicians 2024
Het Eurovision Young Musicians 2024 was de eenentwintigste editie van het Eurovision Young Musicians festival. Het festival vond plaats op 17 augustus 2024 in Noorwegen. De Noorse omroep NRK organiseerde het festival voor de tweede maal, naast de editie in 2000.

## Gaststad
De EBU heeft in samenwerking met de Noorse omroep NRK de stad Bodø gekozen als gastheer voor de 21ste editie. De reden voor deze keuze was omdat de stad dat jaar één van de culturele hoofdsteden van Europa was.

## Format
Het format voor de eenentwintigste editie van het festival wijzigde niet ten opzichte van de vorige editie. Alle deelnemende landen traden aan in één grote finale waarna de winnaar bekend werd gemaakt.

## Deelnemende landen
Hoewel de EBU eerst meldde dat maximaal tien landen konden deelnemen aan het festival, werd begin januari 2024 verduidelijkt dat om elf landen ging, het gastland en tien andere landen. De reden voor het relatief lage aantal deelnemers is dat met dit aantal, iedere deelnemer voldoende tijd zou krijgen voor het optreden, zonder dat de totale duur van de show te lang zou worden. In de aanloop naar het festival bleek het aantal deelnemers aan speculatie onderhevig en wijzigde een aantal keren.

## Jury
Tabita Berglund
/ Marianna Shirinyan
 Andreas Sundén
 Martin Grubinger

## Uitslag
| Plaats | Land        | Muzikant                   | Instrument |
| ------ | ----------- | -------------------------- | ---------- |
| 1      | Oostenrijk  | Leonhard Baumgartner       | Viool      |
| 2      | Zweden      | Hugo Svedberg              | Cello      |
| 3      | Duitsland   | Fabian Egger               | Dwarsfluit |
| -      | Armenië     | Hayk Hekekyan              | Hobo       |
| -      | België      | Mahault Ska                | Piano      |
| -      | Frankrijk   | Pierre-Emmanuel Hurpeau    | Piano      |
| -      | Noorwegen   | Sebastian Egebakken Svenøy | Piano      |
| -      | Polen       | Jeremi Tabęcki             | Klarinet   |
| -      | Servië      | Bogdan Dugalić             | Piano      |
| -      | Tsjechië    | Adam Znamirovský           | Piano      |
| -      | Zwitserland | Valerian Alfaré            | Eufonium   |

## Wijzigingen

Deelnemende landen
Landen die in het verleden deelgenomen hebben, maar dit jaar afwezig zijn

### Terugkerende landen
- Armenië: Armenië keerde terug na een enkele deelname in 2012.
- Servië: Na eerdere geruchten stond het land op de officiële deelnemerslijst die op 6 april gepubliceerd werd. Hierdoor keerde Servië na 2008 terug op het festival.
- Zwitserland: Zwitserland keerde terug op het festival. Het land nam voor het laatst deel in 2006.

### Niet meer deelnemende landen
- Kroatië: Kroatië besloot om na tien opeenvolgende deelnames niet meer deel te nemen. Een reden hiervoor werd niet gegeven.

## Trivia
- Jurylid Martin Grubinger deed in 2000 zelf aan het festival mee. In 2012 presenteerde hij ook zelf de wedstrijd.

1982 · 1984 · 1986 · 1988 · 1990 · 1992 · 1994 · 1996 · 1998 · 2000 · 2002 · 2004 · 2006 · 2008 · 2010 · 2012 · 2014 · 2016 · 2018 · 2022 · 2024
Zie ook: Eurovisiedansfestival · Eurovisiesongfestival · Junior Eurovisiesongfestival · Eurovision Young Dancers · Eurovision Choir